# Huilliécourt
Huilliécourt (Ende des 18. Jahrhunderts noch mit den Schreibweisen Huillecourt und Huillécourt) ist eine französische Gemeinde mit 115 Einwohnern (Stand: 1. Januar 2022) im Département Haute-Marne in der Region Grand Est (bis 2015 Champagne-Ardenne). Sie gehört zum Arrondissement Chaumont und zum Gemeindeverband Meuse Rognon. Die Bewohner werden Huilliécourtois genannt.

## Geografie
Die Gemeinde Huilliécourt liegt in der Landschaft Bassigny am Nordostrand des Plateaus von Langres an der oberen Maas, etwa auf halbem Weg zwischen den Städten Chaumont und Vittel. Das 8,87 km² umfassende Gemeindegebiet ist zweigeteilt: im Osten bestimmen Wiesen und Äcker die flache Landschaft bis zum linken Maasufer; eine markante Steilstufe leitet im Westen der Gemeinde auf ein 120 Höhenmeter über dem Maastal gelegenes Plateau über, das großflächig bewaldet ist und mit 489 m im Nordwesten den höchsten Punkt erreicht. Umgeben wird Huilliécourt von den Nachbargemeinden Romain-sur-Meuse im Norden, Bourg-Sainte-Marie und Hâcourt im Nordosten, Doncourt-sur-Meuse im Osten, Levécourt im Südosten, Vroncourt-la-Côte im Süden, Thol-lès-Millières im Südwesten sowie Ozières im Westen.

## Bevölkerungsentwicklung
| Jahr      | 1962 | 1968 | 1975 | 1982 | 1990 | 1999 | 2006 | 2013 | 2021 |
| Einwohner | 195  | 176  | 164  | 158  | 147  | 143  | 134  | 120  | 124  |

Im Jahr 1851 wurde mit 518 Bewohnern die bisher höchste Einwohnerzahl ermittelt. Die Zahlen basieren auf den Daten von cassini.ehess und INSEE.

## Sehenswürdigkeiten

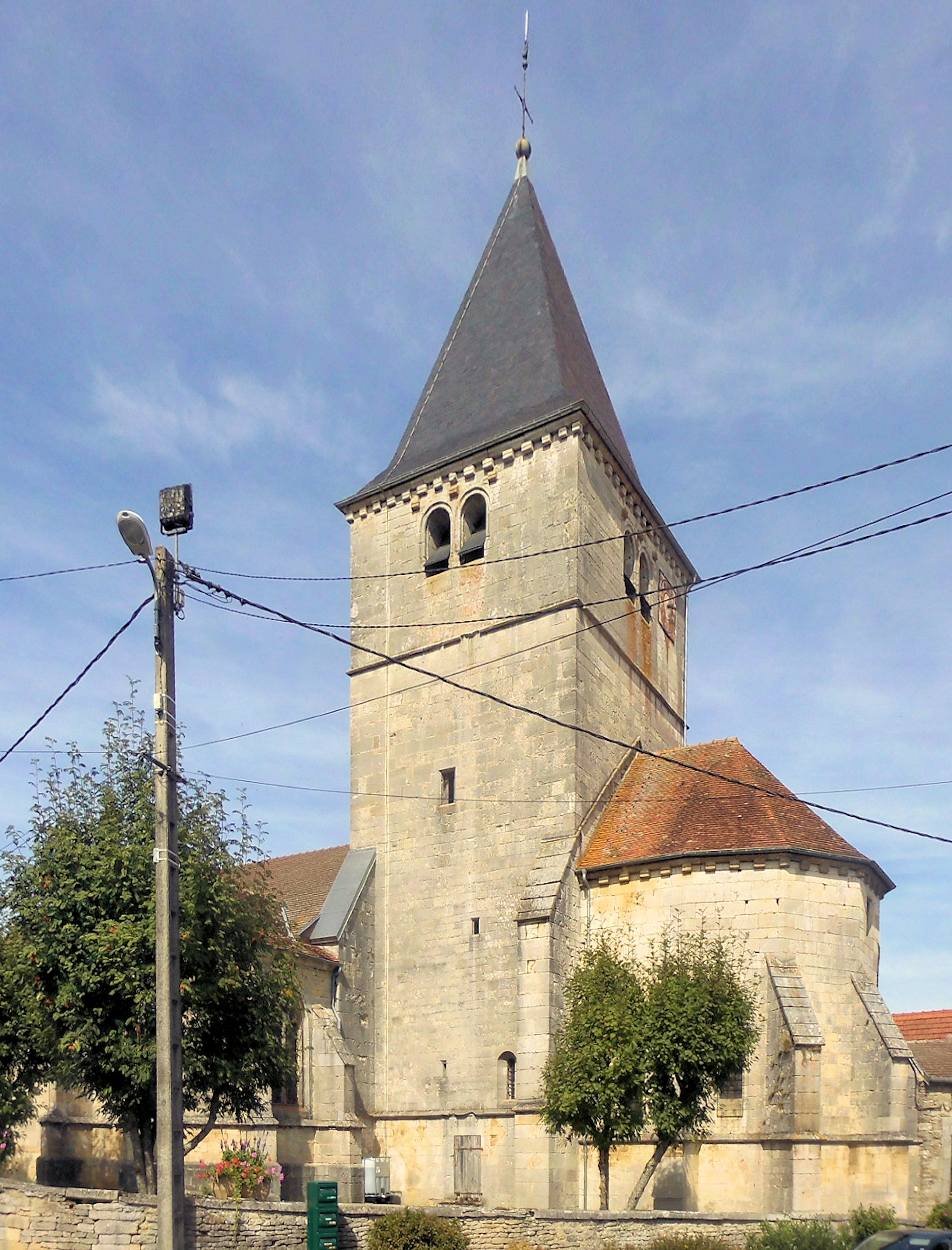
Kirche Saint-Martin

- Kirche Saint-Martin

## Wirtschaft und Infrastruktur
Huilliécourt ist bäuerlich geprägt. In der Gemeinde sind drei Landwirtschaftsbetriebe tätig (Schaf-, Ziegen- und Geflügelzucht).
Huilliécourt liegt abseits der überregional wichtigen Verkehrsströme. Durch das Gemeindegebiet führt die D74 (ehemalige Route nationale 74) von Neufchâteau nach Langres. 13 Kilometer östlich von Huilliécourt besteht Anschluss an die Autoroute A31. Am gegenüberliegenden, östlichen Ufer der Maas verläuft die Bahnstrecke Culmont-Chalindrey–Toul ohne Halt in der näheren Umgebung.

## Belege
1. ↑  Huilliécourt (Memento vom 25. Oktober 2020 im Internet Archive), auf cassini.ehess.fr
2. ↑  Huilliécourt auf cassini.ehess
3. ↑  Huilliécourt auf INSEE
4. ↑  Landwirtschaftsbetriebe auf annuaire-mairie.fr (französisch)